# John J Hickman
John J Hickman var Right Worthy Grand Templar of the World inom nykterhetsorganisationen IOGT.
 Hickman var född 1839 i Lexington, Kentucky och dog den 29 april 1902 i Boone County, Missouri.
Han kom från en välbärgad familj och byggde en egen förmögenhet i försäkringsbranschen under åren kring inbördeskriget på 1860-talet. 1867 gick han in i IOGT, och inom två år var han Grand Worthy Chief Templar of the Grand Lodge of Kentucky. Nykterhetsrörelsen var i kraftig tillväxt, och Hickman bidrog som folktalare till att på fyra år öka antalet loger i delstaten från 60 till 500. Han blev snabbt en framstående ledare för IOGT också på nationell nivå i USA, och reste även i Canada och Storbritannien för att hjälpa till att etablera nya loger. Hickman blev Right Worthy Grand Templar of the World, och drev med kraft organisationens totalt absolutistiska linje i förhållande till alkohol. I korthet innebar den att all slags befattning med alkohol var förkastlig.
Under 1870-80-talet dominerades den internationella organisationen av spänningen mellan två falanger. Tvistefrågorna var i huvudsak två. De rörde dels hur sekulär organisationen borde vara, dels en eventuell integration av svarta medlemmar i logerna. Hickmans linje var positiv till kristendom och menade att afroamerikaner borde organiseras i separata loger. Engelsmannen Joseph Malins företrädde motsatta perspektiv, och konflikterna ledde så småningom till en delning. Under perioden 1876-1887 fanns därför i två konkurrerande världsloger, som båda gjorde anspråk på att vara den äkta. Den ursprungliga RWGL of IOGT leddes från USA, och utbrytarna i Right Worthy Grand Lodge of the World (RWGLW) från Storbritannien. Medlemmarna inom respektive världsloge kom att kallas hickmaniter, respektive maliniter, och även i Sverige fanns båda fraktionerna etablerade.
När de båda logerna återförenades igen 1887 blev de International Supreme Lodge of IOGT. Då var det Malins linje som vann.